# Zoe Hives
Zoe Hives  (nacida 24 de octubre de 1996) es una jugadora de tenis australiana profesional. 
Zoe tiene un mejor ranking de sencillos de 215 logrado en noviembre de 2018. También tiene un mejor ranking de dobles de 352 logrado en junio de 2018. Zoe ha ganado hasta la fecha 4 títulos de sencillos y 2 de dobles del circuito ITF.
Hives está entrenada por Michael Logarzo y basada en Melbourne, Australia.
En 2019, aprovechando la WC que le otorgó el Abierto de Australia, ganó su primer partido en un cuadro final de Grand Slam derrotando a Bettanie Mattek Sands para caer en segunda ronda ante la francesa Caroline García.

## Títulos WTA (1; 0+1)

### Dobles (1)
| Leyenda                    |
| -------------------------- |
| Grand Slam (0)             |
| Juegos Olímpicos (0)       |
| WTA Tour Championships (0) |
| Premier Mandatory (0)      |
| Premier 5 (0)              |
| Premier (0)                |
| International (1)          |

| N.º | Fecha               | Torneos | Superficie    | Pareja       | Oponentes en la final       | Resultado |
| --- | ------------------- | ------- | ------------- | ------------ | --------------------------- | --------- |
| 1.  | 13 de abril de 2019 | Bogotá  | Tierra batida | Astra Sharma | Hayley Carter Ena Shibahara | 6-1, 6-2  |

## Títulos ITF

### Singles: 4
| Leyenda                 |
| ----------------------- |
| $100,000 torneos        |
| $80,000 torneos         |
| $60,000 torneos         |
| $25,000 torneos         |
| $10,000/$15,000 torneos |

| Títulos por superficie |
| ---------------------- |
| Dura (3)               |
| Tierra batida (1)      |
| Hierba (0)             |
| Alfombra (0)           |

| Núm. | Fecha                  | Categoría | Torneo               | Superficie    | Adversario        | Puntuación         |
| ---- | ---------------------- | --------- | -------------------- | ------------- | ----------------- | ------------------ |
| 1.   | 5 de abril de 2015     | $15,000   | Melbourne, Australia | Tierra batida | Sally Peers       | 7-5, 6-2           |
| 2.   | 7 de enero de 2018     | $25,000   | Playford, Australia  | Dura          | Alexandra Bozovic | 6-4, 5-7, 7-6(7–4) |
| 3.   | 14 de octubre de 2018  | $25,000   | Toowoomba, Australia | Dura          | Ellen Perez       | 6-0, 6-2           |
| 4.   | 4 de noviembre de 2018 | $60,000   | Camberra, Australia  | Dura          | Olivia Rogowska   | 6-4, 6-2           |

### Dobles: 2
| Leyenda                 |
| ----------------------- |
| $100,000 torneos        |
| $75,000/$80,000 torneos |
| $50,000/$60,000 torneos |
| $25,000 torneos         |
| $10,000/$15,000 torneos |

| Títulos por superficie |
| ---------------------- |
| Duro (2)               |
| Clay (0)               |
| Hierba (0)             |
| Alfombra (0)           |

| Núm. | Fecha                   | Categoría | Torneo             | Superficie | Socio               | Adversarios                   | Puntuación       |
| ---- | ----------------------- | --------- | ------------------ | ---------- | ------------------- | ----------------------------- | ---------------- |
| 1.   | 11 de noviembre de 2017 | $60,000   | Bendigo, Australia | Duro       | Alison Bai          | Asia Muhammad Arina Rodionova | 4-6, 6-4, [10-8] |
| 2.   | 8 de junio de 2018      | $25,000   | Singapur           | Duro       | Olivia Tjandramulia | Miyabi Inoue Junri Namigata   | 6-4, 4-6, [10-6] |